# Seuil d'ozone
Le seuil d'ozone est un indicateur de pollution de l'air. Il indique la quantité d'ozone en microgrammes (µg) dans un mètre cube d'air. Dans les pays de l'union européenne, les populations sont informées de la pollution à partir de 180 µg d'ozone par mètre cube ; à partir de 240 µg par mètre cube, une alerte à la pollution est lancée.
L'ozone dans les basses couches de l'atmosphère est responsable de problèmes respiratoires chez les enfants, les personnes âgées et les personnes ayant des troubles respiratoires comme les asthmatiques.
La pollution à l'ozone est la plus forte lors des journées chaudes, sans vent, avec soleil, et dans les zones urbaines. 